# قورباغه درختی کوچک مدوگ
 قورباغه درختی کوچک مدوگ (نام علمی: Philautus medogensis) نام یک گونه از تیره قورباغه‌های بوته‌زار است.